# Klaas Raat
Nicolaas Johannes Henricus (Klaas) Raat (Medemblik, 30 april 1892 – Zeist, 17 januari 1965) was een Nederlands politicus. 
Hij werd geboren als zoon van Henricus Raat (1846-1926, broodbakker) en Jacoba Barbera Ramakers (1852-1927). Hij werkte aanvankelijk bij de gemeentesecretarie van Andijk en trad in 1916 in dienst bij de gemeente Wervershoof waar A. Slot toen burgemeester en gemeentesecretaris was. In 1917 werd Raat de gemeentesecretaris van Wervershoof en met ingang van 1 oktober 1923 volgde hij Slot op als burgemeester van die gemeente. Raat ging in 1957 met pensioen en verhuisde naar Zeist waar hij in 1965 op 72-jarige leeftijd overleed. 
In Wervershoof is naar hem de 'Burgemeester Raatlaan' vernoemd. 